# فرودگاه صحرایی فایرفلای رنچ
فرودگاه صحرایی فایرفلای رنچ (به انگلیسی: Firefly Ranch Airfield) یک فرودگاه خصوصی است که یک باند فرود آسفالت دارد و طول باند آن ۶۴۰ متر است. این فرودگاه در کشور ایالات متحده آمریکا قرار دارد و در ارتفاع ۳۹۹ متری از سطح دریا واقع شده است.